# Grenzkonflikt zwischen Kambodscha und Thailand 2025

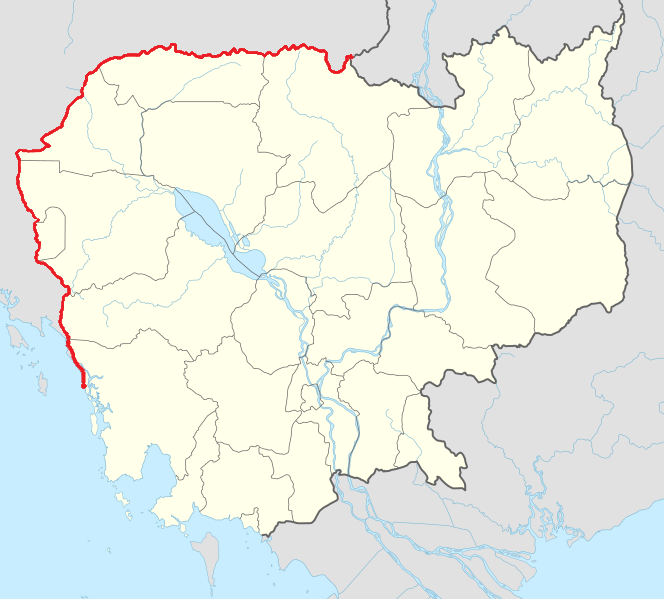
Karte von Kambodscha mit der rot markierten Grenze zu Thailand

Der Grenzkonflikt zwischen Kambodscha und Thailand 2025 ist eine militärische Auseinandersetzung entlang der gemeinsamen Grenze beider Staaten, die am 24. Juli 2025 begann. Die Gefechte konzentrierten sich auf die Regionen Surin in Thailand und Oddar Meanchey in Kambodscha und führten zur Flucht zehntausender Menschen. Beide Regierungen riefen zum nationalen Zusammenhalt auf und warfen sich gegenseitig Angriffe auf zivile Ziele vor.

## Hintergrund

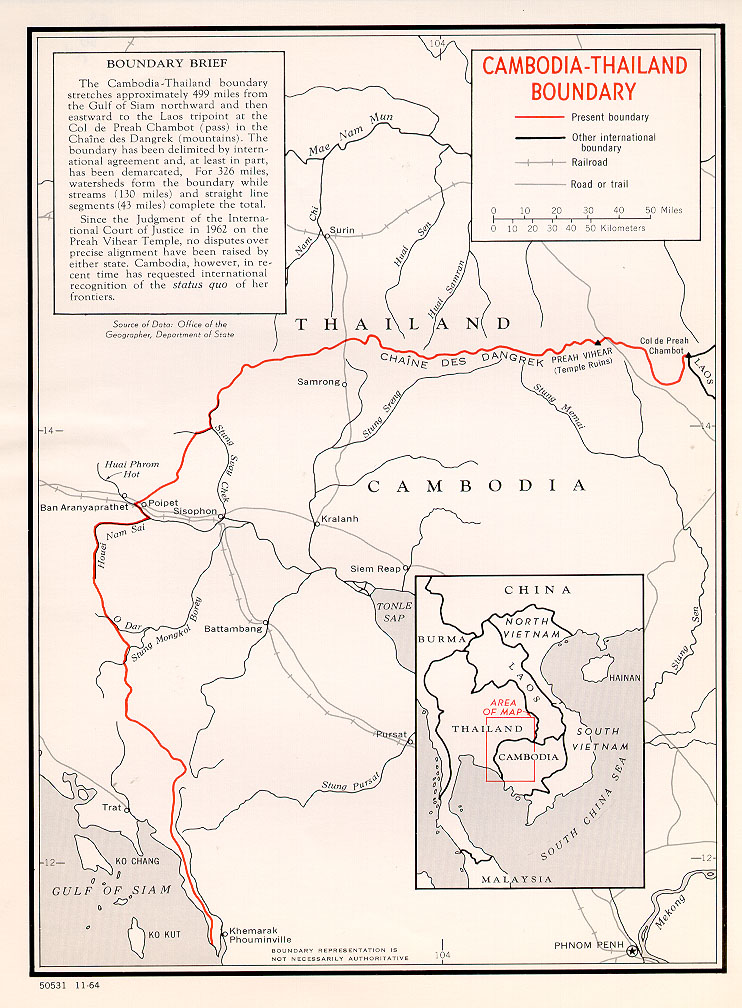
Historische Grenzkarte zwischen Kambodscha und Thailand (Stand 1966). Die umstrittenen Grenzverläufe, etwa beim Preah-Vihear-Tempel, bilden bis heute den Hintergrund wiederkehrender Spannungen.

Der zugrunde liegende Streit über den Grenzverlauf zwischen Thailand und Kambodscha ist historisch bedingt. Er bezieht sich unter anderem auf eine Karte aus dem Jahr 1907 aus der Zeit der französischen Kolonialherrschaft in Südostasien. Bereits in der Vergangenheit kam es mehrfach zu militärischen Zwischenfällen, so unter anderem im Jahr 2011 im Zusammenhang mit dem Tempel Prasat Preah Vihear, der zum UNESCO-Welterbe zählt. Im Jahr 2000 wurde eine gemeinsame Grenzkommission zur Beilegung des Konflikts eingerichtet, die bisher jedoch keine dauerhafte Lösung erreichen konnte.

## Verlauf

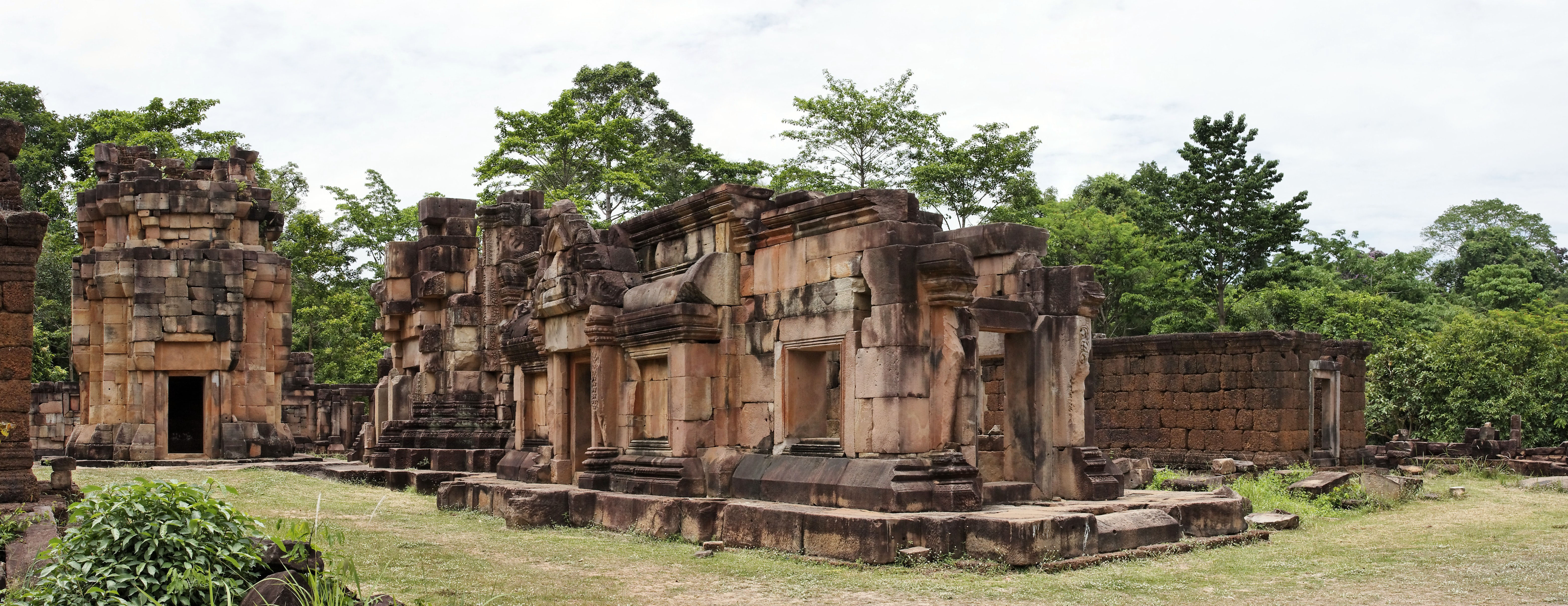
Grenznahe Tempelanlage Prasat Ta Muen Thom, Schauplatz thailändisch-kambodschanischer Spannungen im Jahr 2025

Am 28. Mai 2025 kam es nach anhaltenden Spannungen zwischen Thailand und Kambodscha zu einem etwa zehnminütigen Schusswechsel zwischen den Streitkräften beider Länder in der unmarkierten Grenzregion bei Chong Bok. Vorausgegangen waren bereits seit Anfang 2025 Konflikte, unter anderem das Verbot thailändischer Militärs gegenüber kambodschanischen Touristen, an der Tempelanlage Prasat Ta Muen Thom die kambodschanische Nationalhymne zu singen, sowie die Beobachtung thailändischer Soldaten, die kambodschanische Truppen beim Errichten von Schützengräben überwachten. Bei dem Gefecht fiel ein kambodschanischer Soldat. Beide Seiten warfen sich gegenseitig vor, das Feuer eröffnet zu haben, und zogen ihre Truppen aus dem Grenzgebiet zurück. Gleichzeitig wurde jedoch die militärische Präsenz entlang der gemeinsamen Grenze erhöht.
Am 13. Juni 2025 schloss Kambodscha den Grenzübergang Duang-Ban Laem zwischen den Provinzen Battambang und Chanthaburi. Dies erfolgte als Reaktion auf die thailändische Übernahme der Kontrolle über mehrere Grenzübergänge und die deutliche Verkürzung deren Öffnungszeiten, welche als Folge des Vorfalls vom 28. Mai zu sehen ist.
Am 23. Juni 2025 reagierte Thailand auf Kambodschas Importverbot thailändischer Produkte, darunter fossile Brennstoffe, Lebensmittel und die Ausstrahlung thailändischer Telenovelas, mit der Schließung von Grenzübergängen zu Kambodscha in den Provinzen Buriram, Sakaeo, Sisaket, Surin und Ubon Ratchathani. Während Kambodscha den Internationalen Gerichtshof anrief, strebte Thailand eine bilaterale Lösung des Konflikts an.
Am 1. Juli 2025 wurde die thailändische Premierministerin Paetongtarn Shinawatra vom thailändischen Verfassungsgericht vorläufig suspendiert, nachdem ein heimlich aufgezeichnetes Telefonat mit Kambodschas Senatspräsident Hun Sen veröffentlicht worden war. Darin bezeichnete sie einen thailändischen Militärkommandeur als „Gegner“, was innenpolitisch Kritik auslöste. Die Koalitionspartei Bhumjaithai trat aus der Regierung aus; Vizepremier Suriya Jungrungreangkit übernahm kommissarisch. Paetongtarn verblieb nach einer Umbildung als Kulturministerin im Kabinett. Das Verfassungsgericht, das als konservativ gilt, prüfte mögliche Verstöße gegen ethische Normen.

### Beginn der Gefechte
Am 24. Juli 2025 eskalierten die Kämpfe zwischen den Streitkräften beider Länder entlang der umstrittenen nördlichen Grenze erheblich. Beide Seiten beschuldigten sich gegenseitig, die Feuergefechte ausgelöst und getroffene Vereinbarungen gebrochen zu haben. Nach Angaben des thailändischen Gesundheitsministeriums kamen mindestens 15 Menschen ums Leben, während mehr als 138.000 Zivilisten evakuiert wurden. Kambodscha meldete einen Todesfall und mehrere Verletzte; etwa 35.000 Menschen suchten dort Sicherheit. Infolge der Eskalation schloss Thailand sämtliche Grenzübergänge zu Kambodscha und verhängte am folgenden Tag in acht Grenzbezirken das Kriegsrecht. Kambodschanische Streitkräfte beschossen thailändisches Grenzgebiet unter Einsatz schwerer Waffen, einschließlich Feldartillerie und Mehrfachraketenwerfern vom Typ BM-21. Das thailändische Militär reagierte nach eigenen Angaben mit Luftangriffen auf kambodschanische Stellungen durch den Einsatz von Kampfjets der Typen F-16 und JAS 39 Gripen. Dies war der erste Kampfeinsatz (reales Gefecht) der JAS-39 Gripen seit ihrer Entwicklung.
Kambodscha ist Thailand waffentechnisch deutlich unterlegen. Während Kambodscha eine sofortige Waffenruhe forderte und dies in einer Sitzung des UN-Sicherheitsrats bekräftigte, lehnte Thailand dies mit Verweis auf fortgesetzte Angriffe auf Wohngebiete ab. Nach offiziellen Angaben wurden bislang rund 130.000 Menschen aus der thailändischen Provinz Surin evakuiert.
Am 26. Juli 2025 stieg die Zahl der Todesopfer infolge weiterer Gefechte auf mindestens 33. US-Präsident Donald Trump appellierte an beide Seiten, eine Waffenruhe einzuhalten.

### Waffenruhe
Am 28. Juli einigten sich die Regierungschefs beider Länder im malaysischen Putrajaya auf eine um Mitternacht beginnende Waffenruhe. Thailand beschuldigte Kambodscha, mit vereinzelten Attacken wenige Stunden nach der eingetretenen Waffenruhe diese verletzt zu haben.
Am 6. August 2025 einigten sich die obersten Verteidigungsbeamten Kambodschas und Thailands darauf, Beobachter der südostasiatischen Staatengemeinschaft ASEAN zuzulassen, um die umstrittenen Grenzgebiete zu inspizieren und zur Vermeidung einer Wiederaufnahme bewaffneter Auseinandersetzungen beizutragen.

## Reaktionen
Die thailändische Regierung wertete die Angriffe als Verletzung der nationalen Souveränität und rief zur nationalen Geschlossenheit auf. Der amtierende Premierminister Phumtham Wechayachai bezeichnete die Ereignisse als „Invasion“, die eine Bedrohung für die Zivilbevölkerung darstelle. Auch in Kambodscha war der nationale Zusammenhalt ein zentrales Thema. In der Hauptstadt Phnom Penh fanden symbolische Blutspendeaktionen statt, an denen unter anderem Vizepremier Hun Mani teilnahm. Er betonte die Entschlossenheit der kambodschanischen Bevölkerung. Der thailändische Politikwissenschaftler Thanapat Chatinakrob von der Thammasat-Universität in Bangkok plädierte für eine Rückkehr zu politischen Lösungen und forderte, die Arbeit der bilateralen Grenzkommission wieder aufzunehmen.
Nach den Kämpfen an der Grenze zu Thailand hatte Kambodscha US-Präsident Donald Trump für den Friedensnobelpreis vorgeschlagen. Seinem Druck auf beide Länder wird zugeschrieben, den Waffenstillstand ermöglicht zu haben.

## Humanitäre Lage
Mindestens 43 Menschen, darunter Zivilisten und Militärangehörige, kamen bei den Zusammenstößen ums Leben (Stand: 1. August 2025). Infolge der Gewalt flohen mehr als 300.000 Menschen aus den betroffenen Grenzregionen. Dabei zeigte sich eine verstärkte Rückkehrbereitschaft von in Thailand lebenden kambodschanischen Staatsangehörigen in ihre Heimat. Das kambodschanische Verteidigungsministerium gab an, dass bereits über 400.000 Arbeitsmigranten die Grenze überschritten hätten, da sie sich in Thailand zunehmend unsicher fühlten. Thailand hat bis zum 27. Juli 2025 insgesamt zwölf Leichen kambodschanischer Soldaten zurückgeführt.

## Internationale Dimension
Felix Heiduk von der Stiftung Wissenschaft und Politik wies darauf hin, dass eine weitere Eskalation Auswirkungen auf die gesamte Region Südostasien haben könnte. Insbesondere der touristische Sektor könne längerfristig beschädigt werden. Charles A. Ray, US-Botschafter in Kambodscha von 2003 bis 2005, äußerte, dass nahezu jede Handlung in dem betreffenden Gebiet als Provokation aufgefasst werde. Ein substantieller Dialog über die Hintergründe und Zielsetzungen des Territorialkonflikts sei bislang ausgeblieben.